# Ludvig Albertsen Eberstein
Ludvig Albertsen (el. Albrektsen) Eberstein (født før 1289 – 1328) var marsk under Erik Menved, Christoffer 2. og Valdemar 3.
Eberstein var af indvandret saksisk greveslægt og gjorde karriere i Erik Menveds tjeneste, først som kammermester 1315 og i 1319 som marsk, da han ledede kongens erobring af Bornholm fra ærkebiskop Esger Juul.
Da Erik Menved døde, og Christoffer 2. blev kronet, ville rigsrådet, anført af Eberstein, have garanti for at Christoffer ville respektere alle krav på riget. Christoffer lovede i sin håndfæstning at lette skattetrykket (borgerne skal kunne handle "uden told og tynge"), og at danehoffet skulle indkaldes hvert år. Ydermere blev stormændenes krigspligt nedsat, og kongen skulle nedbryde de kongelige borge, hvoraf mange var opført under Erik Menved. Det gjaldt dog ikke de tre gamle slotte i Kolding, Ribe og Skanderborg. Dette løfte blev som de fleste andre kun holdt i meget begrænset omfang.
Han fik dermed hurtigt et dårligt forhold til kong Christoffer, og efter at han blev frataget alle sine panter bortset fra Blekinge, sluttede han sig i 1323 til et oprørsparti. Han brød definitivt med kongen i 1326 da han sammen med drosten Laurends Jonsen (d. 1340) indgik forbund med grev Gerhard 3. af Holsten (den kullede greve) og bidrog til, at kong Christoffer blev forjaget og erstattet af Valdemar 3. I løn fik han store dele af Jylland i forlening og blev igen marsk, men døde snart derefter.